# VL40U型电力机车
VL40U型电力机车（俄语：ВЛ40У）是乌克兰铁路的干线客运电力机车车型之一，适用于25千伏工频单相交流制的电气化铁路，由VL80T型电力机车改造而成。

## 改造背景
苏联解体后，乌克兰继承了其发达的铁路网络，然而由于资金不足，铁路运输设备状况急剧老化，而机车车辆的生产制造也基本处于停滞的状态。在1990年代末，乌克兰铁路开始面临客运电力机车短缺的困难，当原有的VL60PK型电力机车逐步超过服务期限而报废后，乌克兰铁路急需其他机车作为替代。为此乌克兰铁路决定将部分VL80T型双节八轴货运电力机车改造为单节四轴客运电力机车，称为VL40U型电力机车。

## 改造概况
改造工作由扎波罗热电力机车厂和利沃夫机车厂负责，两家工厂改造后的VL40U型机车外观上略有差异，扎波罗热电力机车厂仿制了ChS8型电力机车的车体外形，而利沃夫机车厂则仿制了VL65型电力机车的外形。机车内仍保持沿用原有的主要电气设备，包括了硅整流器、低压侧调压开关和串励脉流牵引电动机，但拆除了电阻制动装置。

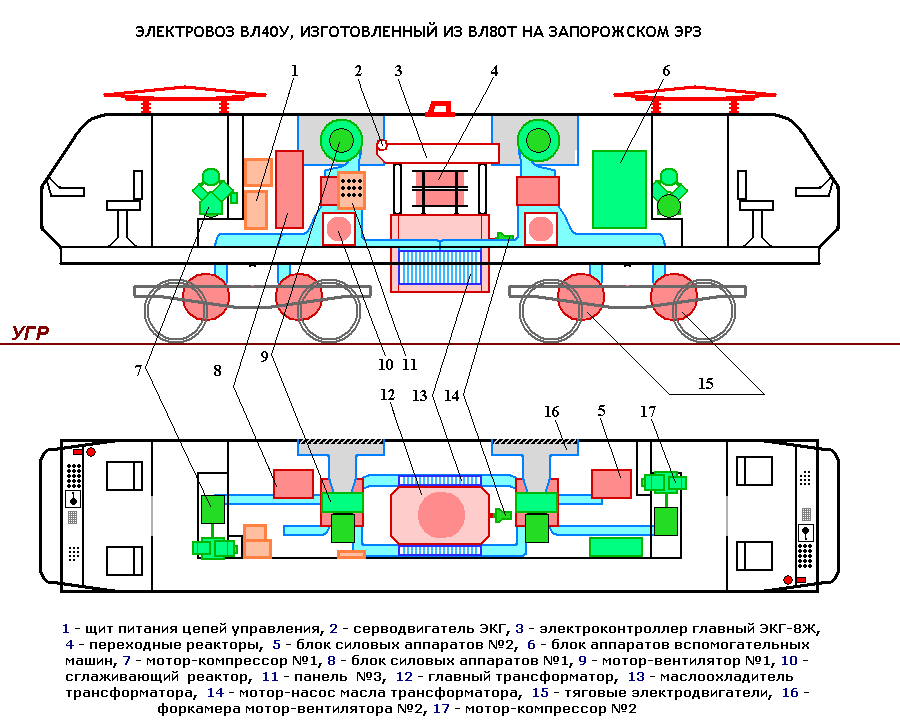
扎波罗热电力机车厂版VL40U型机车平面布局
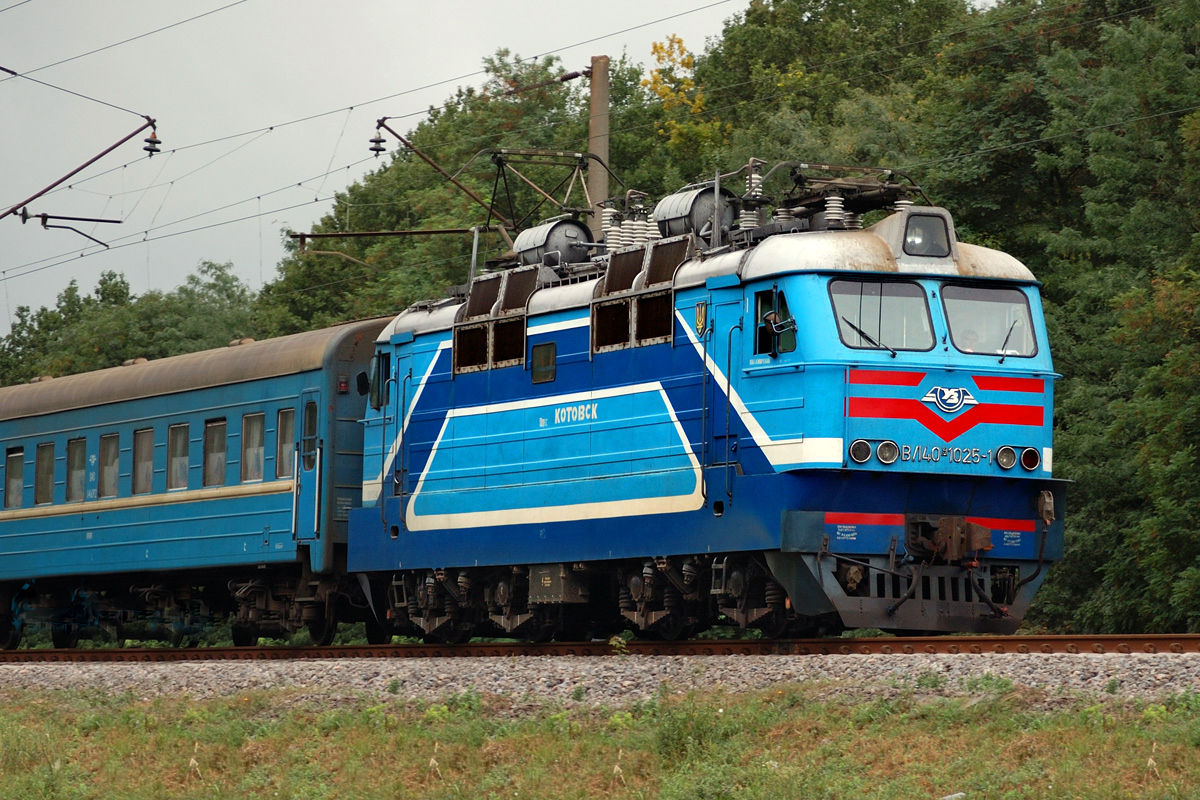
由扎波罗热电力机车厂改造的VL40U型1025-1号机车采用ChS8型电力机车的车体外形
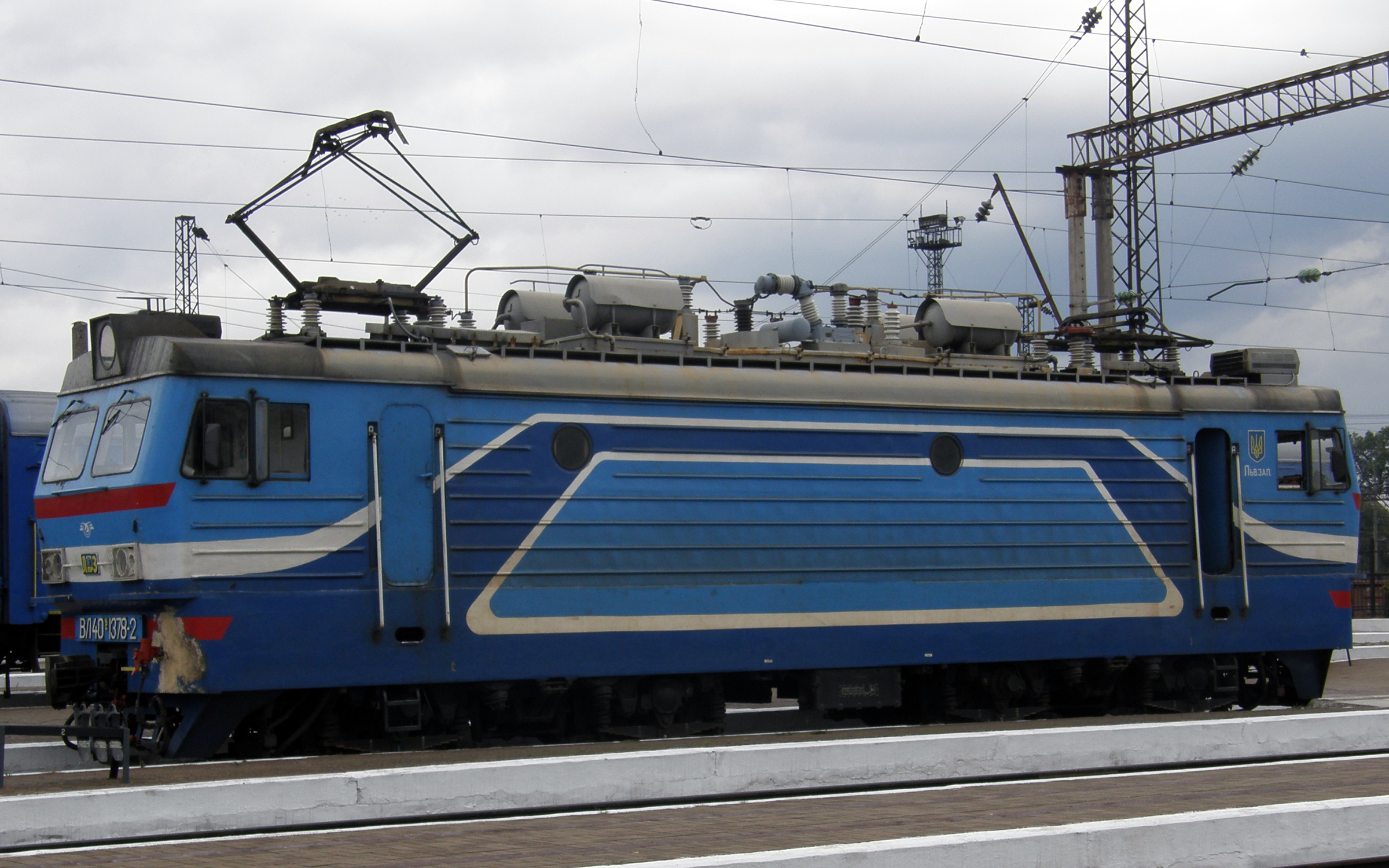
由利沃夫机车厂改造的VL40U型1378-2机车采用VL65型电力机车的外形

## 参看
- VL60型电力机车
- VL80型电力机车